# Reisegewerbe
Das Reisegewerbe ist ein Gewerbe, das ohne festen Standort überwiegend außerhalb der Räume einer gewerblichen Niederlassung stattfindet.

## Allgemeines
Das deutsche Gewerberecht unterscheidet zwischen dem Reisegewerbe, Marktgewerbe (wie Großmärkte, Wochenmärkte) und dem stehenden Gewerbe. Die letztere Gewerbeform ist dadurch gekennzeichnet, dass sie einen festen Standort (Betriebsstätte, Büro, Geschäftsraum, Laden, Werkstatt) für ihre Geschäftstätigkeit besitzt. Das stehende Gewerbe ist die Grundform des Gewerberechts. Das Reisegewerbe ist gegenüber dem stehenden Gewerbe wesentlich stärker reglementiert, seine Ausübung bedarf – bis auf wenige Ausnahmen – einer behördlichen Erlaubnis.

## Arten
Zum Reisegewerbe gehören insbesondere Handelsvertreter, Hausierer, Schausteller, Scherenschleifer oder Straßenhändler, die eine selbständige Tätigkeit ausüben. Der Handelsreisende und Handlungsreisende dagegen gehören als Angestellte nicht zum Reisegewerbe, auch wenn sie zusammen mit dem Handelsvertreter als Absatzmittler gelten. Typische reisegewerbliche Tätigkeiten sind außerdem der Vertreter an der Haustür oder auch der Verkäufer am Verkaufsstand auf der Straße.

## Rechtsfragen
Allgemeines
Ein Reisegewerbe betreibt nach § 55 Abs. 1 GewO, wer gewerbsmäßig ohne vorhergehende Bestellung außerhalb seiner gewerblichen Niederlassung oder ohne eine solche zu haben, Waren feilbietet oder Bestellungen aufsucht (vertreibt) oder ankauft, Dienstleistungen anbietet oder Bestellungen auf Leistungen aufsucht oder unterhaltende Tätigkeiten als Schausteller oder nach Schaustellerart ausübt. Danach ist für das Reisegewerbe Selbständigkeit erforderlich; bis September 2007 sah die GewO ausdrücklich auch unselbständig Beschäftigte vor.
Tatbestandsvoraussetzungen
Das Reisegewerbe muss nach § 55 Abs. 1 GewO „ohne vorherige Bestellung“ ausgeübt werden, die Tätigkeit muss vom Gewerbetreibenden ausgehen und darf nicht auf der Initiative der Kunden beruhen. Das „Aufsuchen von Bestellungen auf Leistungen“ setzt voraus, dass die Erfüllung erst in einem gewissen zeitlichen Abstand erfolgt.
So übt beispielsweise der Inhaber eines mobilen Imbissstandes in der Fußgängerzone ein Reisegewerbe aus, wenn er an mehreren Wochentagen ohne vorausgegangene Bestellung Laufkunden bedient. Rechtlich entscheidend ist nach der Legaldefinition des § 55 Abs. 1 GewO auch die Häufigkeit der gewerblichen Tätigkeit. Wer gelegentlich nur einmal außerhalb seiner Geschäftsräume mit einem Kunden verhandelt, betreibt noch kein Reisegewerbe; wer jedoch nur eine begrenzte Warenmenge außerhalb seiner Geschäftsräume einer Vielzahl von Einzelabnehmern anbietet, betreibt ein Reisegewerbe.
Erlaubnis
Wer ein Reisegewerbe betreibt, bedarf nach § 55 Abs. 2 GewO einer Erlaubnis, die mit einer Reisegewerbekarte erteilt wird. Sie kann inhaltlich beschränkt, mit einer Befristung erteilt und mit Auflagen verbunden werden, soweit dies zum Schutz der Allgemeinheit oder der Verbraucher erforderlich ist; unter denselben Voraussetzungen ist auch die nachträgliche Aufnahme, Änderung und Ergänzung von Auflagen zulässig.
Eine Vielzahl von Ausnahmen beinhaltet § 55a Abs. 1 GewO, wonach beispielsweise der Vertrieb selbst gewonnener Agrarprodukte (§ 55a Abs. 1 Nr. 2 GewO) oder ein Versicherungsvermittler, der Versicherungsverträge oder Bausparverträge vertreibt (§ 55a Abs. 1 Nr. 6 GewO), Finanzanlagenvermittler (§ 55a Abs. 1 Nr. 8 GewO) oder das Anbieten von Druckerzeugnissen (Zeitungsverkäufer; § 55a Abs. 1 Nr. 6 GewO) keine Reisegewerbekarte erfordert. Die Reisegewerbekarte erlaubt die sofortige Lieferung (Handkauf) und auch die spätere Lieferung, sofern nicht der Lieferant ein stehendes Gewerbe betreibt. Verschiedene Tätigkeiten sind im Reisegewerbe verboten (§ 56 GewO), etwa der Verkauf von Giften, Edelmetallen, Lotterielosen oder Wertpapieren.
Reisegewerbehandwerk
Auch das Handwerk kann als Reisegewerbe ausgeübt werden (Reisehandwerk). Einschränkungen gibt es im Gesundheitsbereich und für Gold- und Silberschmiede (§ 56 Abs. 1 GewO). Alle anderen Handwerke können ohne Beschränkungen im Reisegewerbe ausgeübt werden. Entsprechend der Legaldefinition des Reisegewerbes muss der Handwerker ohne vorherige Bestellung außerhalb seiner gewerblichen Niederlassung nach Aufträgen fragen.
Lange Zeit hinweg war strittig, ob ein Reisegewerbetreibender unmittelbar nach der Erteilung eines Auftrags mit der Arbeit beginnen muss. Hierzu hat das Bundesverfassungsgericht (BVerfG) im September 2000 entschieden, dass die Erfüllung des Auftrags auch erst in einem gewissen zeitlichen Abstand erfolgen kann.
Eine gesetzliche Rentenversicherungspflicht besteht für Handwerker im Reisegewerbe nicht. Die Handwerkerpflichtversicherung für Handwerker im stehenden Gewerbe ist im Sechsten Buch Sozialgesetzbuch (SGB VI) normiert. Dort findet sich jedoch keine Regelung für Handwerker im Reisegewerbe (§ 2 Nr. 8 SGB VI).

## Rechtsfolgen
Der Zweck des in § 55 GewO aufgestellten Verbots mit Erlaubnisvorbehalt besteht darin, die Allgemeinheit und die Kunden vor den Risiken zu schützen, die durch eine Geschäftstätigkeit außerhalb einer ständigen oder ohne gewerbliche Niederlassung entstehen: Der Reisegewerbetreibende ist bei Beschwerden, Reklamationen oder Rückfragen schwerer greifbar. Daher ist auch für das Reisegewerbehandwerk eine Reisegewerbekarte erforderlich, die nur bei Zuverlässigkeit erteilt wird (§ 57 GewO).
Die selbstständige Ausübung eines Handwerks ist im Reisegewerbe bis auf einige Ausnahmen möglich. Hierbei besteht keine Pflicht zur Eintragung in die Handwerksrolle, da diese nur stehende Gewerbe erfasst (§ 1 HwO).

## Abgrenzung
Das Reisegewerbe darf nicht mit dem Wirtschaftszweig der Reisebranche verwechselt werden.

## International
Das Reisegewerbe ist ein exklusiv deutscher Rechtsbegriff, für den es keine internationale Entsprechung gibt.